# Karcsú borostyánkőcsiga
A karcsú borostyánkőcsiga (Oxyloma elegans) Európában és Észak-Ázsiában honos, víz mellett élő, szárazföldi csigafaj.

## Megjelenése
A karcsú borostyánkőcsiga házának magassága 9–17 mm, szélessége 6–8 mm. A ház három vagy kevesebb kanyarulatból áll, magasságának több mint kétharmadát az utolsó kanyarulat teszi ki. A héj üvegesen áttetsző, színe halvány szarusárgától zöldesszürkéig terjedhet. Felszínén szabálytalan növekedési vonalak figyelhetők meg. A szájadék felül kihegyesedő ovális. Az állat szürke színű, hátán, fején és oldalán számos sötétebb folt található; ebben különbözik az egyszínű testű, gyakori rokonától a nagy borostyánkőcsigától. Testét nem képes teljesen visszahúzni a házába.

## Elterjedése és életmódja
Észak-Skandinávia kivételével egész Európában, Észak-Afrikában, és Szibériában honos.
Szárazföldi csiga, de mindig víz közelében található meg a talajon vagy a növényeken (amelyek gyakran a vízben állnak). Elviseli élőhelyének ideiglenes elárasztását is. A víz alatt órákig életben marad, bár ha beleesik, igyekszik kikapaszkodni. Hervadó növényi részekkel táplálkozik.
Közép-Európában május és szeptember között szaporodik. Hermafroditák, de saját magukat nem termékenyítik meg. A 10-150 petéből álló csomagot kövekre vagy vízinövényekre erősíti. A peték 8-16 nap alatt kelnek ki. Az ivadékok a következő évben válnak ivaréretté (ekkor csak 15-20 petét raknak), bár teljes méretüket csak harmadik évükben érik el. Ilyenkor 100-150 petét tesznek le és nyár végén-ősz elején elpusztulnak.
A karcsú borostyánkőcsiga köztesgazdája a Leucochloridium macrostomum parazitának, amely a csápjába vándorolva feltűnő perisztaltikus mozgásokat végez, hogy a madarak (a féreg végső gazdaállata) észrevegyék és megegyék a csigát.
Magyarországon nem védett.

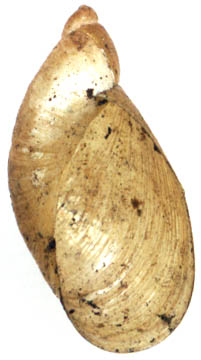
A karcsú borostyánkőcsiga háza
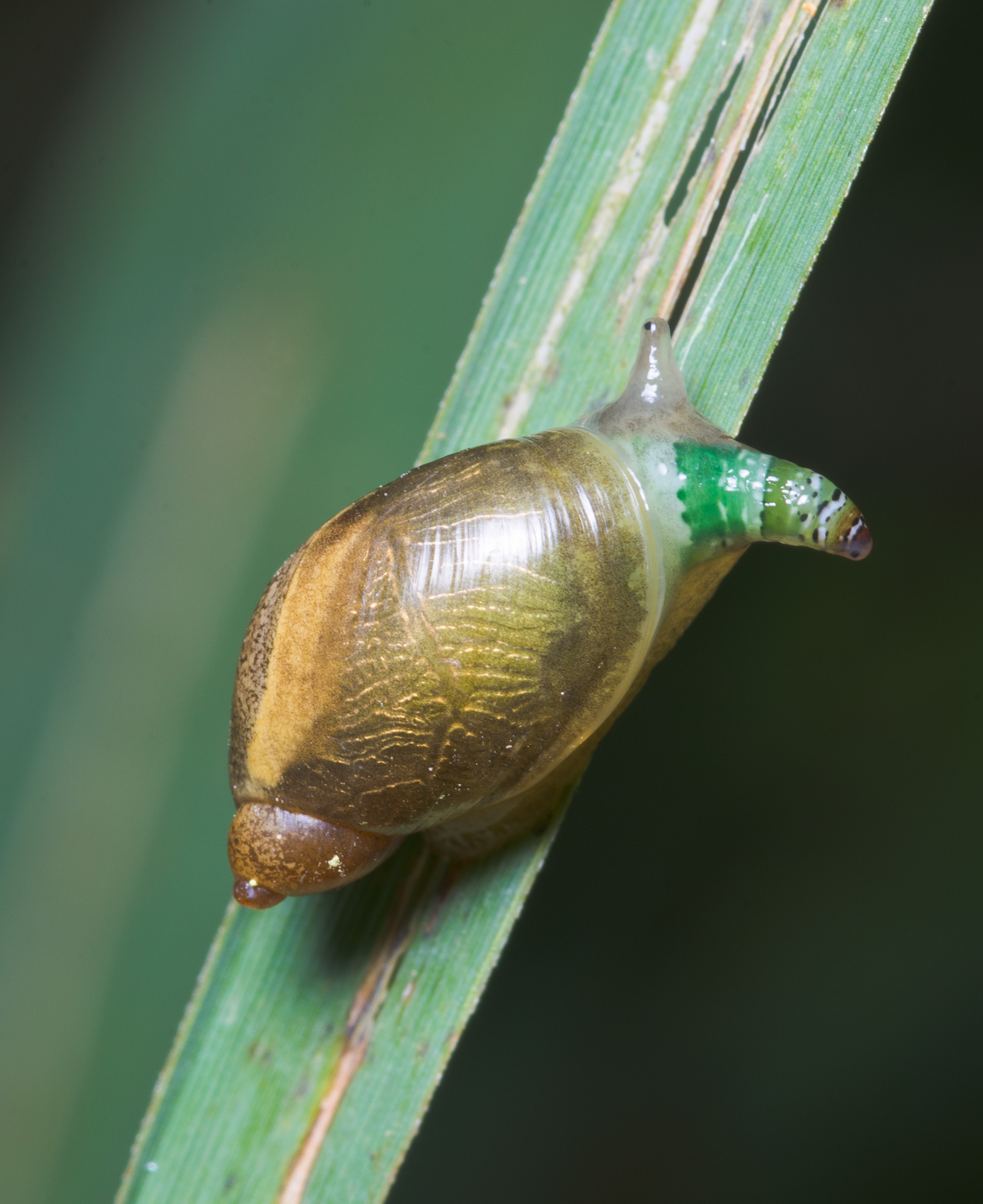
Parazitával fertőzött csiga
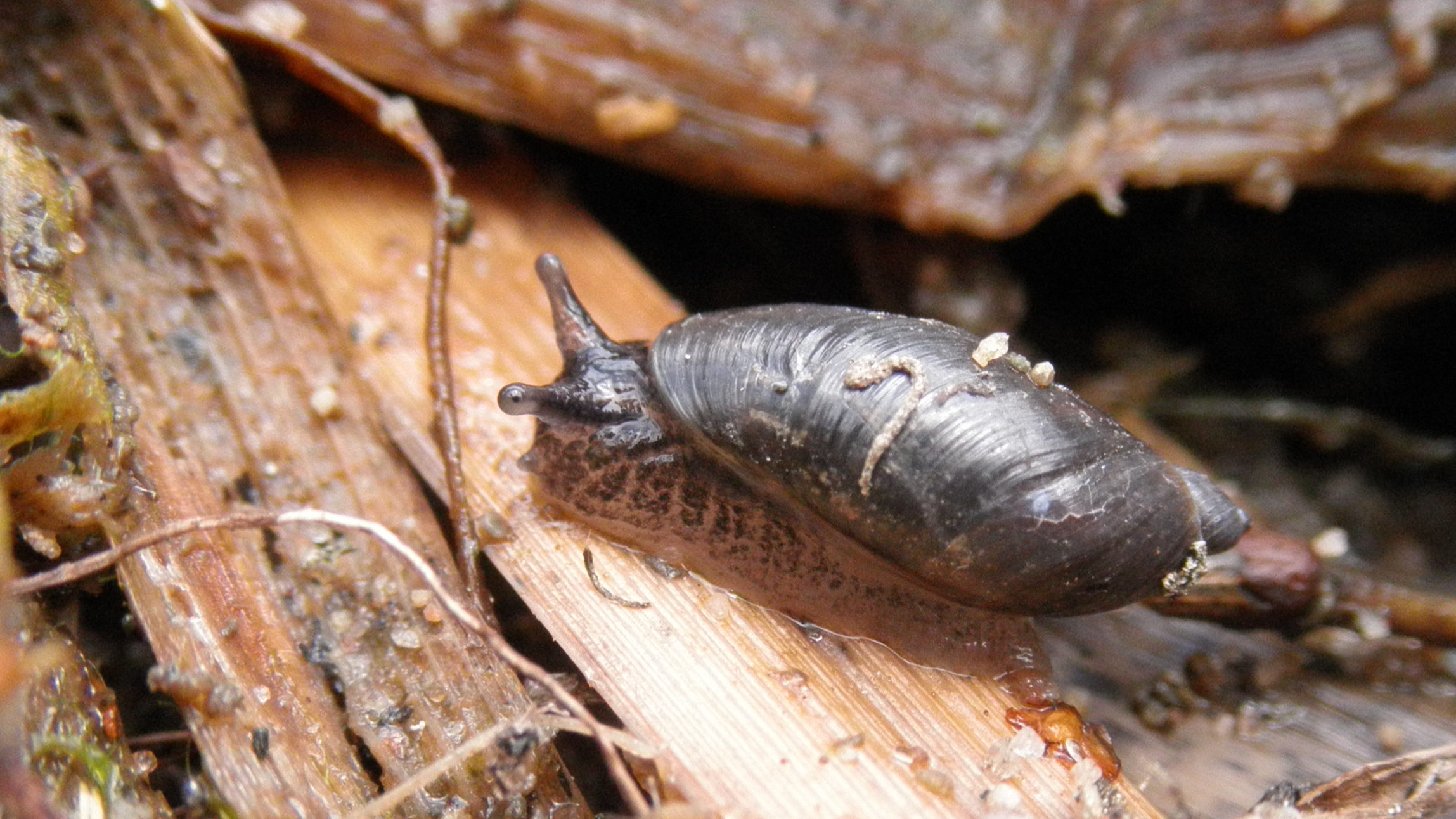
Sötét házú változat
- Videó